# Horst Brummeier

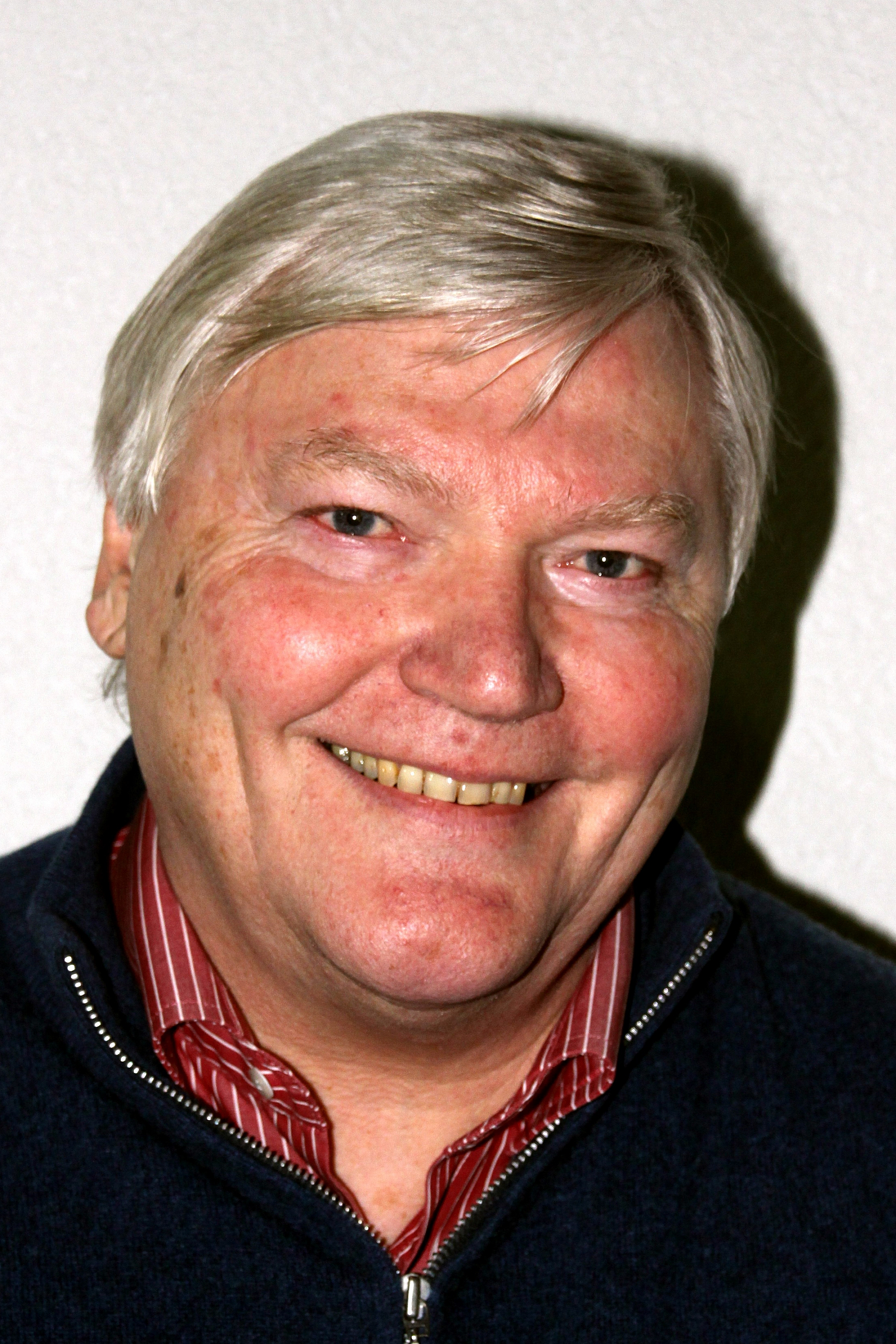
Horst Brummeier (2009)

Horst Brummeier (* 31. Dezember 1945 in Traun) ist ein ehemaliger österreichischer Fußballschiedsrichter.

## Sportlicher Werdegang
Brummeier rückte 1976 zu den Schiedsrichtern der 1. Division, der späteren Bundesliga, auf und wurde schnell zu einem national führenden Schiedsrichter – im nationalen Pokalwettbewerb 1975/76 pfiff er das Hinspiel zwischen SSW Innsbruck und dem SK Rapid Wien – sowie zum internationalen Referee. So leitete er bereits im UEFA-Pokal 1977/78 mit dem Erstrundenspiel zwischen den Grashoppers Zürich und dem BK Frem Kopenhagen eine Europapokalpartie. Ab 1978 stand er zudem auf der FIFA-Liste, sein erstes A-Länderspiel war im März 1979 die mit einem 3:0-Heimsieg endende Partie zwischen Ungarn und der DDR-Nationalmannschaft im Budapester  Népstadion. Im folgenden Jahr kam er im Rahmen der U-21-Europameisterschaft 1980 zu ersten Finalehren im internationalen Fußball, als er am 21. Mai den titelbringenden 1:0-Erfolg der sowjetischen U-21-Auswahlmannschaft über die U-21-DDR-Nationalelf im Rückspiel im Dynamo-Stadion durch einen Treffer von Jurij Susloparow verantwortete. Wenige Tage später war er wieder im nationalen Pokal aktiv, im Wettbewerb 1979/80 pfiff er das Hinspiel zwischen dem SV Austria Salzburg und dem FK Austria Wien – wie vier Jahre zuvor übernahm Erich Linemayr die Leitung des Rückspiels. Im Pokalwettbewerb 1981/82 übernahm er das Rückspiel, Adolf Mathias hatte das erste Finalduell zwischen SSW Innsbruck und dem FK Austria Wien geleitet. Kurz zuvor hatte Brunnenmeier ein Semifinalspiel auf europäischer Ebene gepfiffen, Titelverteidiger Dinamo Tiflis war dabei Standard Lüttich unterlegen.
Im Sommer 1983 kam Brumnmeier erneut bei einem Juniorenturnier zum Einsatz und gehörte zu den UEFA-Vertretern bei der Junioren-Weltmeisterschaft 1983. Im selben Jahr leitete er das Rückspiel um den UEFA Supercup zwischen dem FC Aberdeen und dem Hamburger SV, anschließend folgten im UEFA-Pokal 1983/84 (Nottingham Forest gegen den RSC Anderlecht) und UEFA-Pokal 1985/86 (KSV Waregem gegen den 1. FC Köln) weitere Halbfinaleinsätze. Bei der WM-Endrunde 1986 gehörte er schließlich auch im Erwachsenenbereich zu den Turnierschiedsrichtern, das Gruppenspiel zwischen Nordirland und Spanien stand unter seiner Leitung. Im Pokalwettbewerb 1986/87 pfiff er sein viertes nationales Endspiel, dabei trennten sich der FC Swarovski Tirol und der SK Rapid Wien im Rückspiel 2:2-Unentschieden. Im selben Jahr hatte er im Europapokal der Pokalsieger 1986/87 nochmals ein Halbfinalspiel gepfiffen, der spätere Finalist 1. FC Lokomotive Leipzig hatte dabei das Hinspiel bei Girondins Bordeaux für sich entschieden.
Bei der EM-Endrunde 1988 bestritt Brummeier zum zweiten Mal ein Erwachsenenturnier. Der spätere Europameister Niederlande setzte sich im von ihm geleiteten Gruppenspiel gegen EM-Debütant Irland durch. Im folgenden Frühjahr pfiff er das deutsch-deutsche Duell zwischen Dynamo Dresden und dem VfB Stuttgart im Halbfinale des UEFA-Pokals 1988/89, das 1:1-Remis war sein letzter Europapokaleinsatz. Kurze Zeit später verabschiedete er sich nach der Leitung des Länderspiels zwischen Irland und Spanien im Rahmen der Qualifikation zur WM-Endrunde 1990 vom internationalen Fußball, 1992 beendete er seine nationale Schiedsrichterkarriere. Später war er noch in die Organisation des österreichischen Schiedsrichterwesens eingebunden.